# Frankfurt Seyahatnamesi
Der Frankfurter Reisebericht (Frankfurt Seyahatnamesi) ist ein postum erschienenes Buch des türkischen Schriftstellers Ahmet Haşim. Es enthält Beobachtungen über die politische und soziale Situation in Deutschland im Jahr vor der Machtergreifung.
Der Frankfurter Reisebericht entstand im Herbst 1932 anlässlich einer medizinischen Behandlung von Ahmet Haşim an der Universitätsklinik Frankfurt bei Franz Volhard. Er schildert darin seine Beobachtungen in Frankfurt am Main, den Abstieg der Stadt in der  Wirtschaftskrise und das Aufkommen des Nationalsozialismus. 
Der Frankfurter Reisebericht besteht aus einer Anzahl kurzer, tagebuchartiger Essays, die zunächst ab Dezember 1932 einzeln in der Tageszeitung Milliyet erschienen. Im Frühjahr 1933 bereitete Ahmet Haşim die Texte für eine Gesamtpublikation vor. Sie erschienen kurz nach seinem Tod am 4. Juni 1933 in Buchform.
Der Frankfurter Reisebericht gilt in der Türkei als wichtiger literarischer Text über Deutschland und hatte in den Jahren nach seiner Veröffentlichung im Jahr 1933 Einfluss auf das Deutschlandbild in der türkischen Öffentlichkeit. Das Buch wird noch heute im türkischen Schulunterricht gelesen.